# Paraszyńskie Buczyny
Paraszyńskie Buczyny – niezwykle cenny przyrodniczo kompleks lasów bukowych i zbiorowisk źródliskowych położony między miejscowościami Paraszyno i Bożepole Wielkie, w powiecie wejherowskim, w województwie pomorskim.
Obiekt projektowany do objęcia ochroną jako ostoja europejskiej sieci ekologicznej Natura 2000. Obejmuje on fragment strefy krawędziowej Pojezierza Kaszubskiego – unikalnego w skali europejskiej układu geomorfologicznego, tzw. bad landu. 
Projektowana ostoja obejmować ma obszar 3 rezerwatów przyrody – Paraszyńskie Wąwozy, Wielistowskie Łęgi i Wielistowskie Źródliska. Miejsce występowania największej na północy Polski populacji podrzenia żebrowca Blechnum spicant i szeregu innych gatunków o podgórskim charakterze zasięgu. Interesująca fauna zwierząt kręgowych, m.in. występowanie derkacza Crex crex, muchołówki małej Filicedula parva i kani rudej Milvus milvus.